# Wiktor Świetlik
Wiktor Stanisław Świetlik (ur. 19 czerwca 1978 w Łodzi) – polski dziennikarz prasowy i telewizyjny.

## Życiorys
Jest synem Stanisława Świetlika, radnego Rady Miasta Pabianic w latach 1990–1994. Ukończył Liceum Ogólnokształcące im. Św. Wincentego à Paulo w Pabianicach. Absolwent studiów na Wydziale Dziennikarstwa Uniwersytetu Warszawskiego. 
Pracę dziennikarską zaczynał w tygodniku „Nowe Państwo” „Businessweeku” i „Filmie”. W latach 2005–2007 kierował działem opinii w dzienniku „Fakt”. W latach 2007–2010 był komentatorem politycznym w dzienniku „Polska The Times”. 
Był felietonistą między innymi: „Rzeczypospolitej”, „Wprost”, „Super Expressu”, „Uważam Rze”, „W Sieci” (później „Sieci"), Wp.pl.  W 2012 był twórcą koncepcji i pierwszym naczelnym pisma akademickiego „Koncept”. W latach 2009–2017 był dyrektorem Centrum Monitoringu Wolności Prasy Stowarzyszenia Dziennikarzy Polskich. Od kwietnia 2016 do grudnia 2023 był jednym z prowadzących programu „W tyle wizji”, emitowanego w TVP Info, z którego odszedł w listopadzie 2022 roku. W latach 2016 - 2023 prowadził wraz z profesorem Antonim Dudkiem serię „Ex Libris” w TVP Historia, poświęconą nowościom książkowym. Był twórcą i prowadzącym (w latach 2016 – 2017) audycji historycznej „Nos Kleopatry” emitowanej na antenie Polskiego Radia 24. 
W maju 2017 został mianowany dyrektorem Programu Trzeciego Polskiego Radia, zastępując Adama Hlebowicza. W październiku 2019 zrezygnował ze stanowiska.
Był współautorem formatu, scenarzystą i prowadzącym talk-show „Nie taka prosta historia” realizowanego w latach 2021 – 2024 dla TVP Historia.  
W grudniu 2021 roku wraz z dziennikarzami Piotrem Litką i Tomaszem Krzyżakiem opublikował dokumenty z prywatnego archiwum Czesława Kiszczaka odnalezione w amerykańskim Hoover Institution.
W 2013 razem z Piotrem Gursztynem i Marcinem Rosołowskim założył think-tank o nazwie Instytut Staszica. W latach 2020 – 2024 był współtwórcą serwisu Fakehunter i jako pełnomocnik zarządu PAP zajmował się m.in. walką z rosyjską dezinformacją.  W 2023 roku był inicjatorem i redaktorem raportu oraz organizatorem międzynarodowej konferencji „Wojna informacyjna 2022-2023. Przebieg i wnioski”.
Do roku 2024 prowadził zajęcia na warszawskim SWPS. Pisuje w Interia.pl. Od lipca 2024 wspólnie z Rafałem Ziemkiewiczem prowadzi program publicystyczny Risercz, emitowany na kanale youtube’owym Super Expressu. Wraz z Mariuszem Staniszewskim tworzą kanał komentatorski "Dobitnie". 

## Książki
- 2010, „Bronisław Komorowski, pierwsza niezależna biografia” (wyd. „The Facto”)[27]

- 2022, „Polska Stasiaka. Historia polityka, który wiedział, co robić w trudnych czasach” (wyd. Unitas)[28]

- 2024, (wraz z Piotrem Mitkiewiczem) „Znaleźć i zniszczyć. Rozmowa z polskim ochotnikiem walczącym na Ukrainie” (wyd. Rebis)[29]

## Nagrody
22 października 2013 wybrany laureatem Złotej Ryby – nagrody przyznanej przez Fundację Macieja Rybińskiego dla młodego felietonisty.
W 2020 odznaczony Srebrnym Krzyżem Zasługi.
W 2020 roku wyróżniony (wraz z Piotrem Litką i Tomaszem Krzyżakiem) w ramach konkursu o Nagrodę im. Janusza Kurtyki za serię publikacji „Kiszczak papers”.